# Stig Larsson (regizor)
Stig Håkan Larsson (n. 20 iulie 1955, Skellefteå) este un regizor suedez autor și producător de film.

## Proză

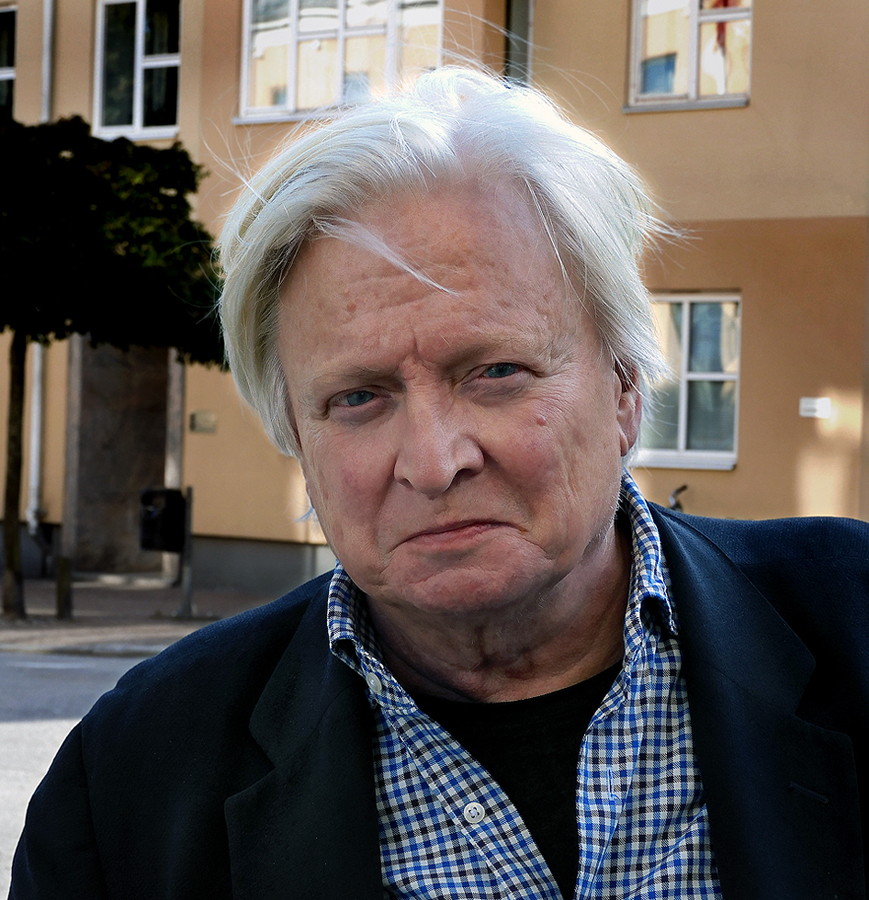
Stig Larsson 2021.

- Autisterna, 1979
- Nyår, 1984
- Introduktion, 1986
- Komedin I, 1989
- Om en död, 1992 (roman)

## Poezii
- Minuterna före blicken, 1981
- Den andra resan, 1982
- Samtidigt, på olika platser, 1985
- Deras ordning, 1987
- Händ!, 1988
- Ändras, 1990
- Ett kommande arbete, 1991
- Uttal, 1992
- En andra resa, 1993 (culegere)
- Likar, 1993
- Ordningen, 1994 (culegere)
- Matar, 1995
- Natta de mina, 1997
- Wokas lax?, 1998
- Helhjärtad tanke, 1999
- Avklädda på ett fält, 2000

## Drame
- VD, (premieră 1987)
- Pjäser, 1991

## Filmografie
- 1981 – Krig och kärlek
- 1989 – Ängel
- 1990 – Kaninmannen
- 1990 – Nigger
- 2007 –  TV August